# Manduca tucumana
Manduca tucumana là một loài bướm đêm thuộc họ Sphingidae. Nó được tìm thấy ở Argentina và Bolivia.
Sải cánh dài khoảng 108 mm. Nó có bề ngoài giống nhiều thành viên chi Manduca nhưng khác Manduca pellenia và Manduca scutata.
Con trưởng thành bay vào tháng 3 và từ tháng 11 đến tháng 12 in Argentina chỉ ra ít nhất hai thế hệ.